# Maxell
Hitachi Maxell, Ltd. (日立マクセル株式会社, Hitachi Makuseru kabushiki gaisha), gewoonlijk bekend als Maxell, is een Japans bedrijf. De bedrijfsnaam is afgeleid van "maximum-capacity dry cell" (droge celbatterij met maximale capaciteit).
Bekende producten van Maxell zijn batterijen, cassettebandjes, VHS-banden en beschrijfbare cd's en dvd's. Verder produceert het bedrijf draadloze opladers, dragers voor professionele uitzendingen, RFID-chips en optische lenzen voor cd's en hoofdtelefoons.

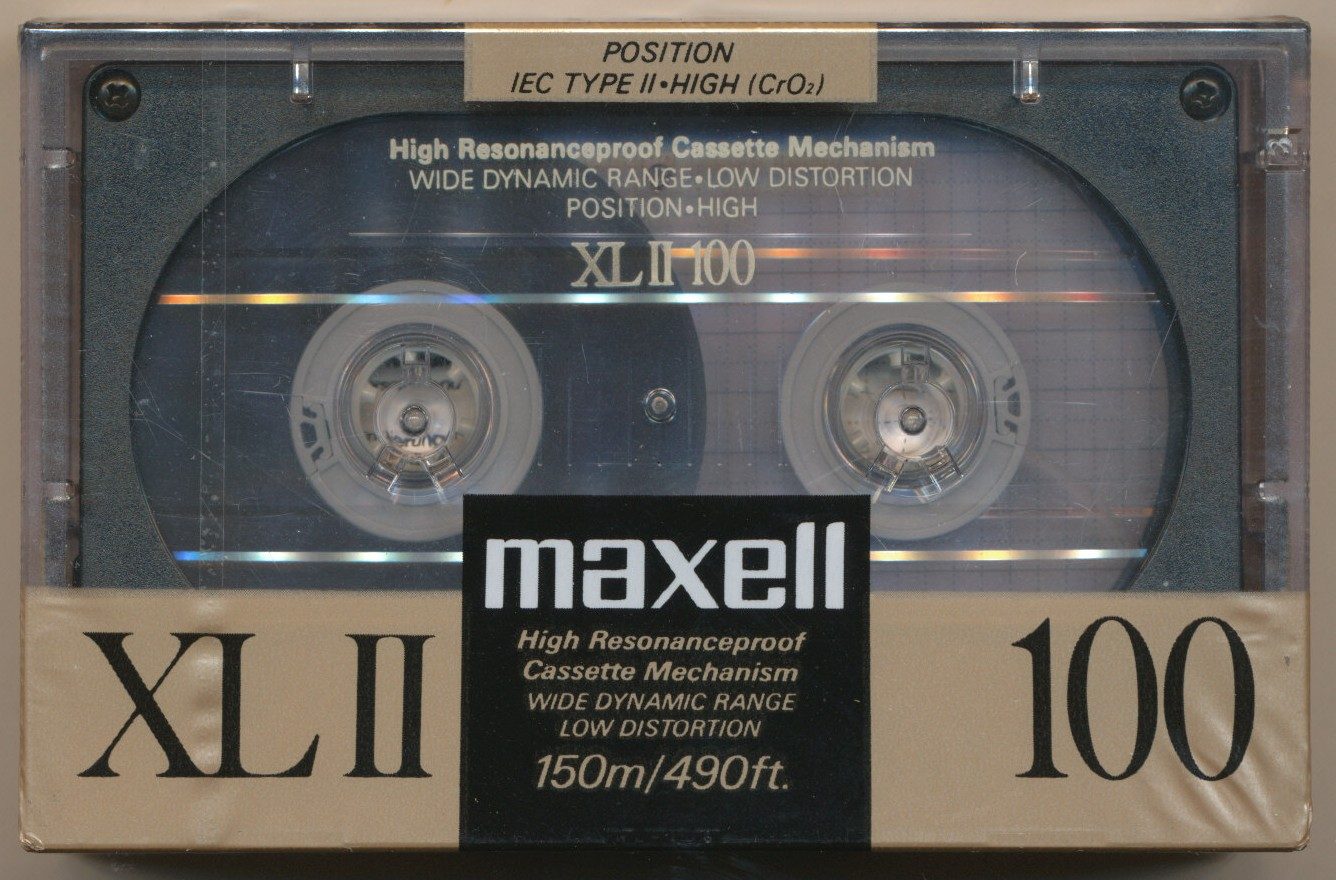
Cassettebandje

## Geschiedenis
Maxell werd opgericht in 1961 na de bouw van een droge-celbatterijfabriek in Ibaraki, Osaka. Er ontstonden twee bedrijfsonderdelen; een batterij- en een magneetbanddivisie. In 1964 werd de naam veranderd in Hitachi Maxell, Ltd.
In 1966 introduceerde Maxell in Japan de eerste cassettebandjes.